# LTU International
LTU fue una línea aérea alemana. Las iniciales corresponden a una frase en alemán LuftTransport-Unternehmen ("empresa de transporte aéreo"). Su base se encontraba en el aeropuerto internacional de Düsseldorf. En 2007 fue adquirida por parte del grupo Air Berlin, desapareciendo la marca LTU gradualmente entre 2009 y 2011, y cesando operaciones en 2017. 

## Historia
LTU fue fundada en mayo de 1955 y comenzó sus operaciones el 20 de octubre de ese mismo año, en Fráncfort del Meno. Adoptó su nombre actual en 1956 y su base ha sido Düsseldorf desde 1961.
Su capital pertenecía mayoritariamente a la aerolínea Dba, la que tenía una participación del 60% en el paquete accionario. En la actualidad, es propiedad de Air Berlin.

## Servicios
La aerolínea ofrece vuelos por todo el mundo. A la fecha de noviembre de 2006, LTU opera vuelos a los siguientes destinos internacionales:
- Europa y Oriente Medio
  - Alicante Aeropuerto de Alicante-Elche Miguel Hernández
  - Almería Aeropuerto de Almería
  - Ámsterdam Aeropuerto de Ámsterdam-Schiphol
  - Bodrum Aeropuerto de Milas-Bodrum
  - Bruselas Aeropuerto de Bruselas
  - Burgas Aeropuerto de Burgas
  - Cagliari Aeropuerto de Cagliari-Elmas
  - Catania Aeropuerto de Catania-Fontanarossa
  - Constanza
  - Copenhague Aeropuerto de Copenhague-Kastrup
  - Corfú Aeropuerto Internacional de Corfú-Ioannis Kapodistrias
  - Dalaman Aeropuerto de Dalaman
  - Doha Aeropuerto Internacional Hamad
  - Dubái Aeropuerto Internacional de Dubái
  - Dubrovnik Aeropuerto de Dubrovnik
  - Faro Aeropuerto de Faro
  - Fuerteventura Aeropuerto de Fuerteventura
  - Funchal Aeropuerto de Madeira
  - Gran Canaria Aeropuerto de Gran Canaria
  - Ginebra Aeropuerto Internacional de Ginebra
  - Heraclión Aeropuerto Internacional de Heraclión Nikos Kazantzakis
  - Hurgada Aeropuerto Internacional de Hurghada
  - Ibiza Aeropuerto de Ibiza
  - Estambul Aeropuerto de Estambul
  - Esmirna Aeropuerto de Esmirna-Adnan Menderes
  - Karpatos
  - Kavalla
  - Kos Aeropuerto Internacional de Kos-Hipócrates
  - La Palma Aeropuerto de La Palma
  - Lanzarote Aeropuerto César Manrique-Lanzarote
  - Lárnaca Aeropuerto Internacional de Lárnaca
  - Londres Aeropuerto de Londres-Heathrow
  - Préveza
  - Lesbos
  - Lisboa Aeropuerto de Lisboa
  - Luxor Aeropuerto Internacional de Luxor
  - Madrid Aeropuerto Adolfo Suárez Madrid-Barajas
  - Mahón Aeropuerto de Menorca
  - Málaga Aeropuerto de Málaga-Costa del Sol
  - Marsa Alam Aeropuerto Internacional de Marsa Alam
  - Míconos Aeropuerto Nacional de Míconos
  - Nápoles Aeropuerto de Nápoles-Capodichino
  - Oslo Aeropuerto de Oslo-Gardermoen
  - Palma de Mallorca Aeropuerto de Palma de Mallorca
  - Paphos Aeropuerto Internacional de Pafos
  - París Aeropuerto de París-Charles de Gaulle
  - Pristina Aeropuerto Internacional de Pristina
  - Reikiavik Aeropuerto Internacional de Keflavík
  - Rodas Aeropuerto Internacional de Rodas-Diágoras
  - Roma Aeropuerto de Roma-Fiumicino
  - Samos
  - Sevilla Aeropuerto de Sevilla
  - Sharm el-Sheij Aeropuerto Internacional de Sharm el-Sheij
  - Split Aeropuerto de Split
  - Estocolmo Aeropuerto de Estocolmo-Arlanda
  - Tenerife (Tenerife Sur y Tenerife Norte) Aeropuerto de Tenerife Sur & Aeropuerto de Tenerife Norte-Ciudad de La Laguna
  - Tesalónica Aeropuerto Internacional Macedonia
  - Tivat Aeropuerto de Tivat
  - Valencia Aeropuerto de Valencia
  - Varna Aeropuerto de Varna
  - Viena Aeropuerto de Viena-Schwechat
  - Zante Aeropuerto Internacional de Zante
  - Zúrich Aeropuerto Internacional de Zúrich

- América del Norte
  - Edmonton Aeropuerto Internacional de Edmonton
  - Fort Myers Aeropuerto Internacional de Florida Suroccidental
  - Las Vegas Aeropuerto Internacional Harry Reid
  - Los Ángeles Aeropuerto Internacional de Los Ángeles
  - Miami Aeropuerto Internacional de Miami
  - Nueva York Aeropuerto Internacional John F. Kennedy
  - Toronto Aeropuerto Internacional Toronto Pearson
  - Vancouver Aeropuerto Internacional de Vancouver

- Caribe y América Central
  - Acapulco Charter Cruceros Aeropuerto Internacional de Acapulco
  - Cancún Aeropuerto Internacional de Cancún
  - La Habana Aeropuerto Internacional José Martí
  - Holguín Aeropuerto Internacional Frank País
  - Montego Bay Aeropuerto Internacional Sir Donald Sangster
  - Puerto Plata Aeropuerto Internacional Gregorio Luperón
  - Punta Cana Aeropuerto Internacional de Punta Cana
  - Porlamar Aeropuerto Internacional del Caribe Santiago Mariño
  - Varadero Aeropuerto Juan Gualberto Gómez
  - San José, Costa Rica Aeropuerto Internacional Juan Santamaría

- Africa
  - Agadir Aeropuerto de Agadir-Al Massira
  - Ciudad del Cabo Aeropuerto Internacional de Ciudad del Cabo
  - Yerba Aeropuerto Internacional de Yerba-Zarzis
  - Mauricio Aeropuerto Internacional Sir Seewoosagur Ramgoolam
  - Mombasa Aeropuerto Internacional Moi
  - Monastir Aeropuerto Internacional de Monastir-Habib Burguiba
  - Windhoek Aeropuerto Internacional de Windhoek Hosea Kutako

- Asia
  - Bangkok Aeropuerto Internacional Suvarnabhumi
  - Colombo Aeropuerto Internacional Bandaranaike
  - Isla de Hong Kong Aeropuerto Internacional de Hong Kong
  - Malé Aeropuerto Internacional de Malé
  - Nueva Delhi Aeropuerto Internacional Indira Gandhi
  - Phuket Aeropuerto Internacional de Phuket
  - Seúl Aeropuerto Internacional de Incheon
  - Shanghái Aeropuerto Internacional de Shanghái-Pudong
  - Tokio Aeropuerto Internacional de Tokio-Haneda

## Flota

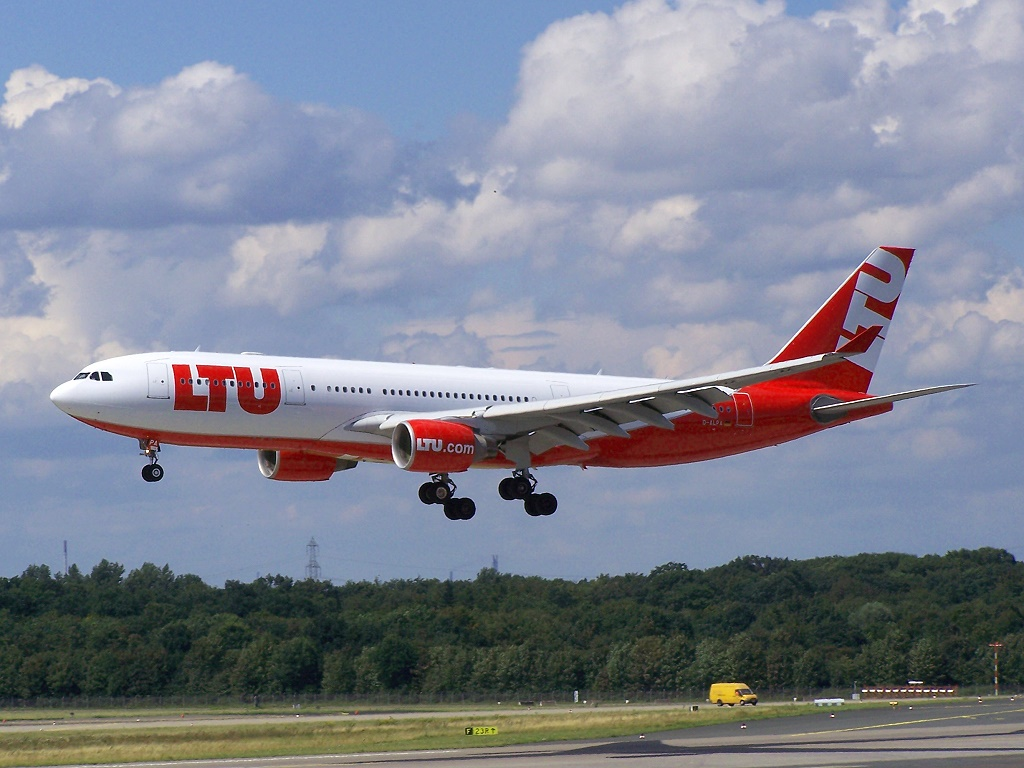
Airbus A330 de LTU

La flota de LTU International se compone de las siguientes aeronaves (a 1 de diciembre de 2010):
- 10 Airbus A320-200
- 10 Airbus A330-200
- 3 Airbus A330-300